# جاده ۴۶ (ایران)
جاده ۴۶ جاده‌ای در غرب ایران است که همدان، سنندج و مریوان را به هم متصل می‌کند. این جاده بخشی از جاده تهران-سنندج است.